# Ehrhornia cupressi
Ehrhornia cupressi är en insektsart som först beskrevs av Edward MacFarlane Ehrhorn 1911.
Ehrhornia cupressi ingår i släktet Ehrhornia och familjen ullsköldlöss. Inga underarter finns listade i Catalogue of Life.